# Susannah (Oper)
Susannah ist eine 1955 uraufgeführte Oper des US-amerikanischen Komponisten Carlisle Floyd. Er verfasste sowohl die Musik wie auch das Libretto. Susannah gilt als das bekannteste Werk Floyds und gehört heute, nach Porgy and Bess, zu den am häufigsten aufgeführten US-amerikanischen Musikdramen in den Vereinigten Staaten. Als eine Vorlage gilt die apokryphe Erzählung Susanna im Bade aus der griechischen Fassung des alttestamentlichen Buches Daniel. Die Oper unterscheidet sich jedoch von der Vorlage, vor allem, da die Oper anders als die biblische Erzählung kein gutes Ende für Susannah hat. Das Werk wird vielfach im Zusammenhang mit der McCarthy-Ära besprochen.

## Handlung
Die Oper in zwei Akten dreht sich um das 18-jährige Mädchen Susannah Polk, eine unschuldige junge Frau, die aus verschiedenen Gründen als Sünderin angesehen und dementsprechend behandelt wird. Floyd verlegte die Handlung in eine Kleinstadt in Tennessee und passte sie der Entstehungszeit Mitte der 1950er Jahre an.
Die Geschichte spielt in Hope Valley, Tennessee. Susannah, eine attraktive junge Frau, stammt aus einfachen Verhältnissen, ist aber wohlerzogen und ehrenhaft. Die Oper beginnt mit einer Tanzaufführung vor der Dorfkirche. Durch ihre Schönheit erregt Susannah die Aufmerksamkeit der anwesenden Männer, was deren „ländliche“ Ehefrauen zur Eifersucht treibt.

„Schau sie an, wie sie ihren Kopf in den Nacken wirft. Und sieh dir den Schnitt ihres Kleides an, […] Dieses hübsche Gesicht muss etwas Böses verbergen.“

Als Susannah am nächsten Morgen ohne Hintergedanken und unschuldig nackt im Bach bei ihrem Haus badet, wird sie dabei von einigen „Ältesten“ der Kirche beobachtet. Obwohl diese von dem Anblick angetan sind, erzählen sie mit gespielter Empörung der Gemeinschaft von Susannahs angeblicher Verdorbenheit. Susannah kommt an diesem Abend zu einem Treffen in der Kirche und wird zu ihrer Verwunderung weggeschickt.
Als sie sich Gedanken darüber macht, erzählt ihr Little Bat, der Sohn von Mr. McLean, einem Ältesten der Kirche, und dessen Frau, von den Vorwürfen. Weiterhin gibt er zu, dass er gezwungen wurde zu sagen, sie habe ihn verführt. Im Gottesdienst verlangt der Prediger, der durchreisende Reverend Olin Blitch, von ihr eine öffentliche Beichte, worauf Susannah erbost die Kirche verlässt.
Nach dem Gottesdienst wird Susannah von Blitch aufgesucht, der sie zur Beichte überreden will, dann aber ihren ruinierten Ruf zum Vorwand nimmt, um sie zu vergewaltigen. Weil er dabei feststellt, dass sie noch Jungfrau war, kommt er am nächsten Tag zurück, um sich bei ihr zu entschuldigen, aber sie weigert sich, ihm zu vergeben. In der Predigt im Gottesdienst behauptet er, eine Vision habe ihn von Susannahs Unschuld überzeugt, aber es glaubt ihm niemand. Susannahs Bruder, der von der Vergewaltigung erfährt, erschießt Blitch, während dieser eine Taufe vornimmt.
Am nächsten Tag versammelt sich eine aufgebrachte Meute vor Susannahs Haus, um sie aus der Stadt zu vertreiben. Doch sie erwartet sie mit der Waffe in der Hand vor der Haustür und lacht sie aus. Trotzdem verliert sie den Anschluss an die Gemeinde und ihr gewohntes Leben.

„Ich bin jetzt ganz alleine.“

## Hintergrund
Aufgrund der Zeit der Entstehung und des Inhalts wird die Geschichte als Replik auf die damalige McCarthy-Ära angesehen. So wie die tadellose Protagonistin der Oper, die durch Lügen und falsche Verdächtigungen u. a. als unmoralisch und unerwünscht in ihrer ländlichen Heimat in Tennessee dargestellt wird, so wird auch der McCarthyismus heute u. a. mit Denunziation und „falscher Verdächtigung“ in Zusammenhang gebracht. Laut R. B. Wersich wurden in der Zeit hysterische Ängste der Bevölkerung ausgenutzt, um Unschuldige oder relativ harmlose Andersdenkende zu verfolgen. Ebenso ergeht es Susannah in Floyds Werk.
Die Aufführung der Oper in New York City wurde mit dem Kritikerpreis des New York Music Critics’ Circle ausgezeichnet, was den damals erst 28-jährigen, wenig bekannten Komponisten berühmt machte. Infolge dieser Auszeichnung wurde das Werk als Amerikas offizieller Opernbeitrag auf der Weltausstellung 1958 in Brüssel ausgewählt.

## Musik
Die musikalische Gestaltung der Oper ist vielfältig, in einer Rezension des Online Musik Magazins wird sie als „originell“ bezeichnet. Die melodische Oper im amerikanischen Folk-Stil reicht von sentimentalen Teilen der durch schottische Balladen beeinflussten Musik der Appalachen über Kirchenlieder bis zu Teilen der klassischen Musik. Einen nennenswerten Teil nehmen die Chöre ein.
Die bekannteste Arie der Oper, „The Trees on the Mountain“, wird von Susannah im 2. Akt gegeben.
Die Orchesterbesetzung der Oper umfasst die folgenden Instrumente:
- Holzbläser: zwei Flöten (2. auch Piccolo), zwei Oboen (2. auch Englischhorn), zwei Klarinetten (2. auch Bassklarinette), zwei Fagotte (2. auch Kontrafagott)
- Blechbläser: vier Hörner, zwei Trompeten, drei Posaunen, Tuba
- Pauken, Schlagzeug: Rührtrommel, Becken, Gong, Xylophon
- Celesta
- Harfe
- Streicher

## Aufführungsgeschichte
Die deutsche Erstaufführung fand 1959 am Theater Oberhausen statt. 1997 wurde die Oper erstmals an der Deutschen Oper Berlin gegeben. Eine weitere beachtete Aufführung war die Premiere an der Metropolitan Opera im Jahr 1999 mit Renée Fleming in der Hauptrolle.

## Diskografie
Die Aufnahme von 1995 an der Opéra National de Lyon unter Kent Nagano gewann den Grammy Award for Best Opera Recording.